# العلاقات اليونانية البيروية
العلاقات اليونانية البيروفية هي العلاقات الثنائية التي تجمع بين اليونان وبيرو.

## مقارنة بين البلدين
هذه مقارنة عامة ومرجعية للدولتين:
| وجه المقارنة                                              | اليونان                                                                             | بيرو                                   |
| --------------------------------------------------------- | ----------------------------------------------------------------------------------- | -------------------------------------- |
| المساحة (كم2)                                             | 131.96 ألف                                                                          | 1.29 مليون                             |
| عدد السكان (نسمة)                                         | 10.76 مليون                                                                         | 32.16 مليون                            |
| الكثافة السكانية (ن./كم²)                                 | 81.54                                                                               | 24.93                                  |
| العاصمة                                                   | أثينا، نافبليو                                                                      | ليما                                   |
| اللغة الرسمية                                             | لغة يونانية، اليونانية الديموطيقية ‏                                                 | اللغة الإسبانية، اللغة الأيمرية، كتشوا |
| العملة                                                    | يورو، دراخما، فينيكس يوناني ‏                                                        | سول بيروفي جديد                        |
| الناتج المحلي الإجمالي (بليون دولار)                      | 200.29 مليار                                                                        | 211.39 مليار                           |
| الناتج المحلي الإجمالي (تعادل القوة الشرائية) بليون دولار | 285.45 مليار                                                                        | 393.13 مليار                           |
| الناتج المحلي الإجمالي الاسمي للفرد دولار أمريكي          | 18.00 ألف                                                                           | 6.03 ألف                               |
| الناتج المحلي الإجمالي للفرد دولار أمريكي                 | 26.85 ألف                                                                           | 11.99 ألف                              |
| مؤشر التنمية البشرية                                      | 0.865                                                                               | 0.740                                  |
| رمز المكالمات الدولي                                      | +30                                                                                 | +51                                    |
| رمز الإنترنت                                              | .gr                                                                                 | .pe                                    |
| المنطقة الزمنية                                           | توقيت شرق أوروبا، ت ع م+02:00، ت ع م+03:00، توقيت شرق أوروبا الصيفي ‏، أوروبا/أثينا ‏ | توقيت بيرو، 00                         |

## مدن متوأمة
في ما يلي قائمة باتفاقيات التوأمة بين مدن يونانية وبيروفية:
- ترتبط أثينا مع كوسكو باتفاقية توأمة منذ 18 سبتمبر 1991.

## منظمات دولية مشتركة
يشترك البلدان في عضوية مجموعة من المنظمات الدولية، منها:
| علم المنظمة | اسم المنظمة                               | تاريخ انضمام اليونان | تاريخ انضمام بيرو |
| ----------- | ----------------------------------------- | -------------------- | ----------------- |
|             | مؤسسة التنمية الدولية                     | 9 يناير 1962         | 30 أغسطس 1961     |
|             | يونسكو                                    | 4 نوفمبر 1946        | 21 نوفمبر 1946    |
|             | وكالة ضمان الاستثمار متعدد الأطراف        | 30 أغسطس 1993        | 2 ديسمبر 1991     |
|             | الأمم المتحدة                             | 25 أكتوبر 1945       | 31 أكتوبر 1945    |
|             | الفريق المعني برصد الأرض                  | ?                    | ?                 |
|             | الاتحاد البريدي العالمي                   | ?                    | ?                 |
|             | البنك الدولي للإنشاء والتعمير             | 27 ديسمبر 1945       | 31 ديسمبر 1945    |
|             | المنظمة الهيدروغرافية الدولية             | ?                    | ?                 |
|             | الاتحاد الدولي للاتصالات                  | 1866                 | 12 يوليو 1915     |
|             | منظمة حظر الأسلحة الكيميائية              | ?                    | ?                 |
|             | مؤسسة التمويل الدولية                     | 26 سبتمبر 1957       | 20 يوليو 1956     |
|             | المركز الدولي لتسوية المنازعات الاستشارية | 21 مايو 1969         | 8 سبتمبر 1993     |
|             | منظمة التجارة العالمية                    | 1995                 | ?                 |
|             | منظمة الشرطة الجنائية الدولية             | ?                    | ?                 |

## أعلام
هذه قائمة لبعض الشخصيات التي تربطها علاقات بالبلدين:
- فلاديميرو مونتيسينوس (سياسي بيروفي، 20 مايو 1944 – )

## وصلات خارجية
- موقع وزارة الخارجية اليونانية
- موقع وزارة الخارجية البيروفية